# Alfredo Oscar Saint-Jean
Alfredo Oscar Saint-Jean (Chascomús, 8 de novembro de 1926 - Buenos Aires, 2 de setembro de 1987) foi um militar argentino que ocupou brevemente a Presidência da nação durante a última ditadura militar, após a renúncia de Leopoldo Galtieri. Saint-Jean tinha estado na vanguarda do secretário-geral do exército e o portfólio do Interior durante o governo de Galtieri, do qual tivesse sido responsável para a brutalidade da manifestação "Paz, pão e trabalho".
Após a queda de Galtieri em 17 de junho de 1982, devido a derrota Argentina na guerra das Malvinas, Saint-Jean sofreu o prestígio associado com o desempenho das forças terrestres durante o conflito armado. Dissidência interna entre o representante do exército na Junta militar, general Cristino Nicolaides e os chefes da Marinha, Jorge Isaac Anaya e Basilio Lami Dozo, aviação permitiu-lhe ocupar temporariamente o cargo de Presidente até a nomeação de 22 de junho, Reynaldo Bignone, que imediatamente assumiu o cargo, anunciando o início do processo de entrega do poder para as autoridades civis.
Saint-Jean foi processado por 33 infracções em diferentes posições que ocupou, especialmente como cabeça de área da subzona 12, centro e oeste da província de Buenos Aires. Ele foi lançado pela aplicação das leis de Punto Final e a devida obediência.